# Mamelodi Sundowns
Mamelodi Sundowns este un club de fotbal profesionist din Pretoria, Africa de Sud, care în prezent evoluează în Premier Soccer League.

## Istoria clubului
Brazilienii. Această poreclă se datorează ținutei clubului sud-african, deoarece poartă un tricou galben cu tiv verde și pantaloni scurți albastru, exact ținuta purtată de echipa națională a Braziliei. Motivul alegerii acestor culori nu este cunoscut. Dar, știind că clubul a fost fondat la începutul anilor 1960, când Pelé a luat Brazilia și și-a arătat talentul în ochii lumii în timpul Cupelor Mondiale din 1958 și 1962. Prin urmare, este foarte probabil ca fondatorii să fi fost uimiți de această echipă braziliană. și au fost inspirați de acesta pentru a alege culorile noului club..

## Palmares și statistici
| Campionatul Național |
| - Premier Soccer League (18) : - Campioni : 1988, 1990, 1993, 1998, 1999, 2000, 2006, 2007, 2014, 2016, 2018, 2019, 2020, 2021, 2022, 2023, 2024, 2025. - Locul 2 : 1991, 1995, 2010, 2015, 2017. |

| Cupele Naționale |
| - Cupa Africii de Sud (6) : - Câștigători : 1986, 1998, 2008, 2015, 2020, 2022. - Finalistă : 1989, 2000, 2001, 2007, 2012. - Cupa MTN 8 (4) : - Câștigători : 1988, 1990, 2007, 2021. - Finalistă : 1992, 1994, 2001, 2002, 2008, 2016. - Cupa Ligii (4) : - Câștigători : 1990, 1999, 2015, 2019. - Finalistă : 1997, 1998, 2007, 2012. |

| Competiții Africane                                              |                                        |
| - Liga Campionilor CAF : - Câștigători - 2016 - Finalistă - 2001 | - Supercupa CAF : - Câștigători - 2017 |

## Cupe
Performanțe obținute de Mamelodi în cupele naționale ale Africii de Sud.
| 2022 | Mamelodi | 2 - 1 | Marumo⁠(d)      |
| 2020 | Mamelodi | 1 - 0 | Bloem Celtic   |
| 2015 | Mamelodi | 0 - 0 | Ajax Cape Town |
| 2008 | Mamelodi | 1 - 0 | Mpumalanga⁠(d)  |
| 1998 | Mamelodi | 1 - 1 | Orlando        |
| 1986 | Mamelodi | 1 - 0 | Jomo Cosmos    |

| 2007 | Mamelodi | 1 - 0 | Orlando        |
| 1990 | Mamelodi | 5 - 0 | Bidvest Wits   |
| 1988 | Mamelodi | 2 - 1 | Arcadia        |
| 2021 | Mamelodi | 1 - 1 | Cape Town City |

| 2019 | Mamelodi | 2 - 1 | Maritzburg       |
| 2015 | Mamelodi | 3 - 1 | Kaizer Chiefs    |
| 1999 | Mamelodi | 2 - 0 | Free State Stars |
| 1990 | Mamelodi | 2 - 1 | Orlando          |

| 2012 | Mamelodi | 0 - 2 | SuperSport     |
| 2007 | Mamelodi | 0 - 2 | Ajax Cape Town |
| 2001 | Mamelodi | 0 - 1 | Engen Santos   |
| 2000 | Mamelodi | 0 - 1 | Kaizer Chiefs  |
| 1989 | Mamelodi | 1 - 5 | Swallows       |

| 2016 | Mamelodi | 0 - 3 | Bidvest Wits  |
| 2008 | Mamelodi | 0 - 0 | Kaizer Chiefs |
| 2002 | Mamelodi | 0 - 2 | Engen Santos  |
| 2001 | Mamelodi | 2 - 2 | Kaizer Chiefs |
| 1994 | Mamelodi | 2 - 3 | Kaizer Chiefs |
| 1992 | Mamelodi | 0 - 1 | Kaizer Chiefs |

| 2012 | Mamelodi | 0 - 1 | Bloem Celtic  |
| 2007 | Mamelodi | 0 - 0 | Kaizer Chiefs |
| 1998 | Mamelodi | 2 - 2 | Kaizer Chiefs |
| 1997 | Mamelodi | 1 - 1 | Kaizer Chiefs |

Performanțe obținute de Mamelodi în cupele continentale al Africii - CAF.
| 2016 | Mamelodi | 3 - 1 | CS Zamalek |

| 2001 | Mamelodi | 1 - 4 | Al Ahly |

| 2017 | Mamelodi | 1 - 0 | TP Mazembe |

## Alte Cupe
- Telkom Charity Cup (5):

1991, 2000, 2004, 2005, 2006
- Ohlsson's Challenge Cup (1):

1988
- Castle Challenge (1):

Finalistă: 1992

## Jucători notabili
| - Roger Feutmba - Jorge Acuña - Siaka Tiéné - Ernest Mtawali - Raphael Chukwu - Mark Anderson - Alex Bapela - Matthew Booth - Mbulelo Mabizela | - Joas Magolego † - Michael Manzini - Phil Masinga - Lovers Mohlala - Joel "Fire" Masilela - Bennett Mnguni - Zane Moosa - Surprise Moriri - Sizwe Motaung † | - Daniel Mudau - Godfrey Sapula - Isaac Shai - Sibusiso Zuma - Rafael Dudamel - José Torrealba - Gift Kampamba - Peter Ndlovu |

† = decedat

## Antrenori notabili
| - Walter da Silva (1984–85) - Trott Moloto (1985) - Stanley Tshabalala (1986-1987 - Jeff Butler (1993–94) - Clemens Westerhof (1995) - Reinhard Fabisch (1996) - Ted Dumitru (1997–99) - Paul Dolezar (1999–01) - Clemens Westerhof (4 iulie 2000–Nov 21, 2000) - Neil Tovey (2000–01) | - Ted Dumitru (2001–02) - Viktor Bondarenko (2002) - Djalma Cavalcante (2002–03) - Oscar Fulloné (2003–04) - Paul Dolezar (2004) - Ángel Cappa (Jan 1, 2005–30 iunie 2005) - Miguel Gamondi (1 iulie 2005–Oct 3, 2006) - Neil Tovey (interim) (Dec 14, 2005–Oct 2, 2006) - Gordon Igesund (Oct 3, 2006–Feb 24, 2008) - Trott Moloto (Feb 25, 2008–Nov 10, 2008) | - Henri Michel (Nov 12, 2008–23 martie 2009) - Ted Dumitru (24 martie 2009–30 iunie 2009) - Hristo Stoichkov (1 iulie 2009–17 martie 2010) - T. Moloto (interim) (18 martie 2010–30 iunie 2010) - Antonio López Habas (1 iulie 2010–Feb 5, 2011) - Ian Gorowa (interim) (Feb 5, 2011–27 iunie 2011) - Johan Neeskens (1 iulie 2011–Dec 2, 2012) - Pitso Mosimane (Dec 2, 2012–present) |  |